# Lepturges dorsalis
Lepturges dorsalis là một loài bọ cánh cứng trong họ Cerambycidae.